# Бене (Польща)
Бене (пол. Bienie, нім. Binien) — село в Польщі, у гміні Елк Елцького повіту Вармінсько-Мазурського воєводства.
Населення — 22 особи (2011).
У 1975-1998 роках село належало до Сувальського воєводства.

## Демографія
Демографічна структура станом на 31 березня 2011 року:
|          | Загалом | Допрацездатний вік | Працездатний вік | Постпрацездатний вік |
| -------- | ------- | ------------------ | ---------------- | -------------------- |
| Чоловіки | 13      | 3                  | 8                | 2                    |
| Жінки    | 9       | 1                  | 3                | 5                    |
| Разом    | 22      | 4                  | 11               | 7                    |